# Giuseppe Agù
Giuseppe Agù (Vercelli, 16 luglio 1911 – Torino, 29 ottobre 1968) è stato un calciatore italiano, di ruolo attaccante.

## Carriera

### Club
Cresciuto nelle giovanili della Pro Vercelli, squadra della sua città natale, debuttò nel corso della Divisione Nazionale 1928-1929, segnando due gol alla Pistoiese. In tutto, alla sua prima stagione in massima serie, Agù assommò 7 presenze, con 3 reti. Rimase nella rosa della Pro Vercelli anche per le tre stagioni successive: esordì anche in Serie A nella edizione 1929-1930, il 29 maggio 1930 contro il Torino. Nella Serie A 1930-1931, pur essendo nell'organico della Pro, non fu mai impiegato; giocò l'ultimo incontro in A il 28 febbraio 1932, nuovamente contro il Torino, nel corso della Serie A 1931-1932.